# ガリシア王国

ガリシア王国
Reino de Galicia

国の標語: 
Hoc hic misterium fidei firmiter profitemur
(ここに偉大なる忠誠と共に我々は真理に誓う)国歌: Marcha do Antigo Reino de Galiza
ガリシア王国

ガリシア王国（ガリシアおうこく、ガリシア語: Reino de Galici, Reino de Galiza、スペイン語: Reino de Galicia）は、かつてイベリア半島北西部、現在のスペイン北西地域のガリシア州に相当する地域を中心に存在した王国である。

## 概要
王国は2つの時期に分かれる。第1期には、ローマ帝国の敵であったスエビ族によって支配された君主国だった。彼らの王国はローマ属州ガラエキア（ヒスパニア北部の総称）、そしてルシタニアの大部分と一致した。この王国は、西ゴート王国によって併合された。のちに観念的な西ゴートの後継国家、アストゥリアス王国が910年に成立すると、ガリシアは再び独立した国家の地位を再獲得した。この独立はわずか2世紀ほどで終わりを迎える。1126年、レオン王及びガリシア王アルフォンソ7世がカスティーリャ王位を継承、そして1128年にはガリシアの南部にあたるポルトガル地方が、ポルトガル王国として独立した。カスティーリャ王位とレオン王位が1157年に分割されると、ガリシアはレオン王国に含まれた。その後、カスティーリャとレオンは再統合した。しかし、ガリシア王国は1833年まで公式に存在し続けた。

## スエビ王国
ガラエキアのスエビ王国（スエビ王国）は410年から584年まで続いた。この王国は当時最も堅剛な政権を維持しているように見られていた。最初、ガラエキアは2つの王国に分割された。ヴァンダル族の支族が治めるハスディンギ王国、そしてスエビ王国である。のち、ヴァンダル王のグンデリックと、スエビ王ヘルメリックの間で戦が起こり、ハスディンギ王国はスエビに滅ぼされた。スエビ族はローマ人から支援を受け、ヴァンダル族はバエティカにある支族シリンギ王国へ逃げた。この時代に書かれた文献であるイダティウス年代記を翻訳したホセ・アントニオ・ロペス・シルバのような歴史家らは、ガリシア文化の本質的な性質は、スエビ文化と、イベロ＝ローマ文化が混ぜ合わされて成立したということを見いだした。.

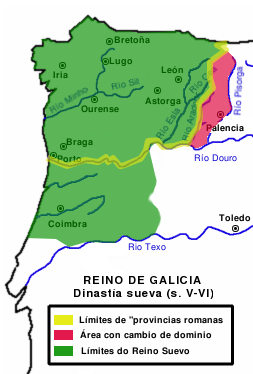
ガラエキアのスエビ王国。ガリシア、ルシタニアにまたがる

ゲルマン人侵入者のうち、ガラエキアにいたスエビ族侵入者の人数は概算で30,000人を下回った（ヴァンダル族、アラン族の兵士は50,000人から80,000人が定着せずに、北アフリカへ出て行った）。現在の北部ポルトガルとガリシアの主な定住地は、ブラガ（ラテン語名:ブラカラ・アウグスタ、Bracara Augusta）、ポルト、ルーゴ（ルクス・アウグスタ、Lucus Augusta）、そしてアストルガ（アストゥリカ・アウグスタ、Asturica Augusta）であった。リマ川の渓谷は、ゲルマン人移住者の最大の集約地であったと考えられた。現在のブラガである、当時のブラカラ・アウグスタは、スエビの首都となった。ブラカラ・アウグスタは以前ガラエキアの首都であった。スエビ人が治めたガラエキアは、現在のガリシアより大きかった。ドウロ川へ向け南に伸び、東はアビラへ伸びた。最盛期には、メリダやセビーリャといった都市まで伸びた。
438年、スエビのガリシア王ヘルメリックはヒスパニア系ローマ人出身のガライコスと和平を批准し、戦いをあきらめ、実子レキラに王位を譲り退位した。448年、レキラが死に、残された国土は彼の子レキアルによって拡大した。西ゴートからアリウス派の宣教師が布教して回っていたが、彼はカトリック信仰を異教徒のスエビ族とガライコ人に課し、自身は447年にカトリックに改宗した。456年、レキアルが死に、スエビ族の栄光が揺らぎ始めた。王位を請求する多様な候補者が現れ、2派に分かれた。ミニウス川を印にして分けられた境界が知られた。これはおそらく2つの部族カンディ族とマルコマンニ族の重要さのためだった。彼らはイベリア半島のスエビ族国家を構成するゲルマン人だった。スエビ族は他のゲルマン支族ブリと共に、テラス・デ・ボウロ（ブリ族の土地の意味。現在ポルトガル）として知られる土地へ移住した。
416年にイベリア半島へ到達した西ゴート族と、スエビ族はたびたび衝突した。西ゴート族は西ローマ帝国皇帝によってアキテーヌから送り込まれ、ヴァンダル族とアラン族と戦った。西ゴート族はイベリアの大半を手中に収めたが、スエビ族は584年まで自身の独立を維持した。西ゴート王レオヴィギルドは王位継承に関する対立を口実にし、スエビ王国を攻撃、ついに敗退させた。スエビ最後の王アンデカは585年に降伏するまでに一年あまり持ちこたえた。彼の降伏で、スエビ族の治めるガリシア王国は西ゴート王国へ吸収された。それにもかかわらずガリシア王国は、紙切れでの上で公式に1833年まで存在していた。585年に西ゴートがスエビ王国を征服した後だけ、聖サラゴサのブラウリオ(590年 - 651年)はガリシアをこう表現した。『無教養の国にある西の果て、ここでは無の音が聞こえたが強風の音であった』。西ゴート語は素早く地元で使われているラテン語を取り入れたため、わずかにスエビ語の痕跡が見られる。
ガラエキアのスエビ王国（トゥールのグレゴリウスによればガリキア王国で知られた）は、のちの中世のガリシア王国と混同すべきでない。中世のガリシア王国は910年から1230年まで独立した国家として存在し、1833年まで公式に消滅しなかった。1833年、王国は4つの無関係な州に分割された。王のフンタ（Juntas del Reino、行政を担当する自治政府）は消滅した。スエビの史学史と、ガリシア全般の史学史において、スペイン文化での長い空白があった。ドイツ人学者で、ガリシアにおける初めてつながったスエビの歴史を書き残した者がいる。作家・歴史家としてシオアン・ベルナルデス・ビラルはこのことを強調している。

## 西ゴート王国の従属王国
スエビ王国 (regnum Suevorum) が、西ゴート王エギカ (en:Egica) によって、彼の子で共同統治者のウィティザ (en:Wittiza) の従属王国として再度建国された。『アルフォンソ3世年代記』は正確さは疑わしいが欠くことはできない書物で、この出来事を記録した唯一にして第一の文献である。常にナンセンスだとして葬り去られてきたものの、後期西ゴート時代を研究する学者から支持を受けている。
701年、ギリシャからスペインへ西進したペストの発生は、西ゴートの首都トレドを打ちのめし、エルギカやウィティザを含む王族らが首都を逃れなければならないほど過酷なものだった。これは、ウィティザを、スエビ族の王国を治めようとトゥイ（彼が首都を置いていたと記録されている）へ送るための口実を与えたものだと推測されてきた。ウィティザがユダヤ人の圧制を救ったと記録された時期は、可能性として13世紀の年代史作家トゥイのルカスが挙げていた-ウィティザの父エルギカ時代以降のトレドで、ウィティザの治世時代に起きたとする事実としては知られていない—実際は、ルカスの地元であるトゥイでのウィティザの治世については、口頭による伝承がウィティザのガリシア統治の出来事を今に伝え続けてきたのだと推測されている。

## アストゥリアスの後継国家

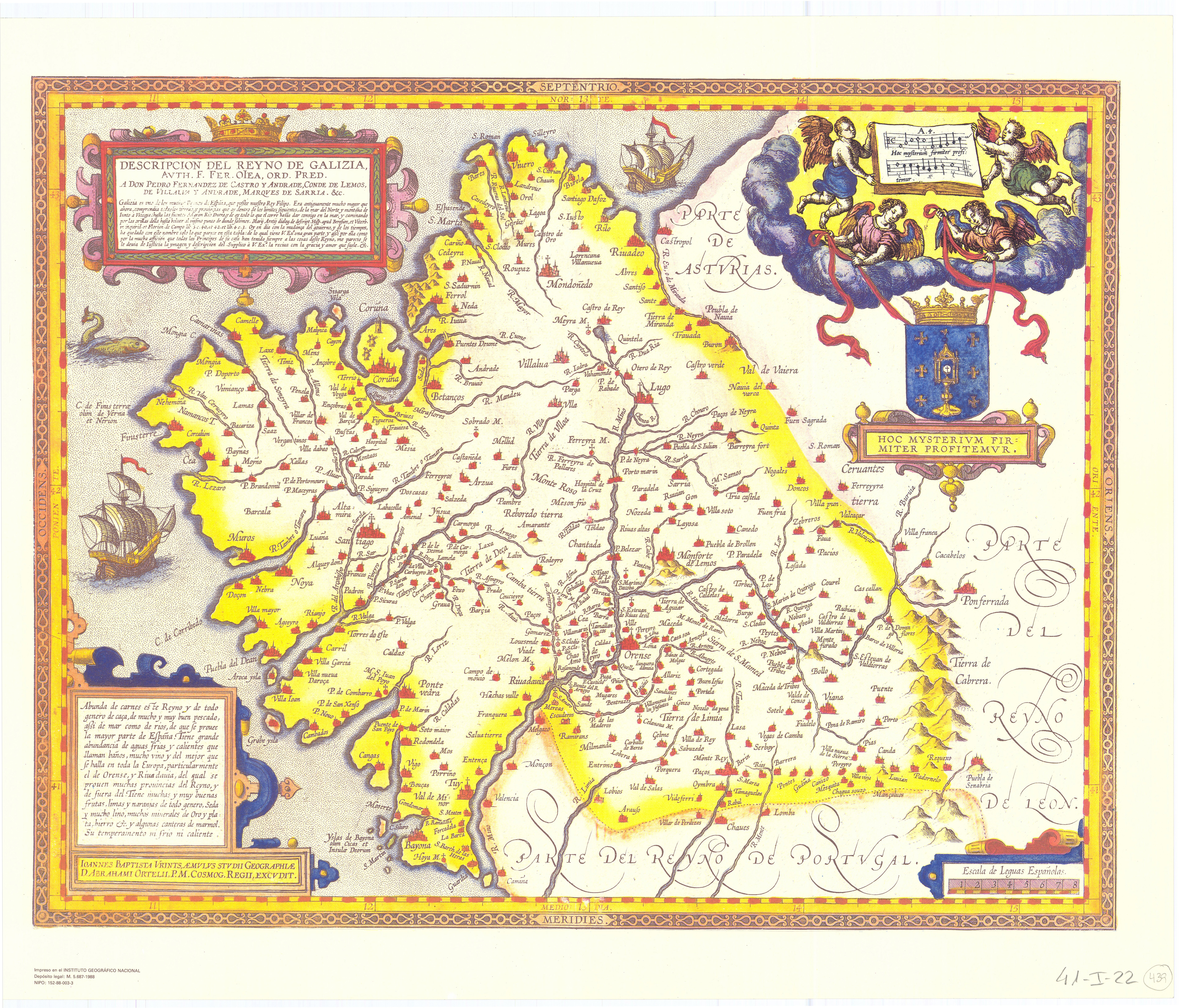
16世紀、ルネサンス期のガリシア王国の地図

西ゴート王国が711年に滅亡すると、西ゴートの残党らはアストゥリアスの山地へ逃亡し、すぐにペラーヨを指導者に選んで自分たちの王国を建国した。確実に王と呼ばれた最初の指導者は、アストゥリアス王アルフォンソ1世で、彼は初めてガリシアへアストゥリアス王国の領土を広げた。この王国は、広大な『ドウロの砂漠』と呼ばれる無人地帯（アルフォンソが自分の王国とドウロ川の間にもうけた、侵入者を避けるための空白地帯）まで広がり続けた。その後再度入植が行われた。アルフォンソ3世が910年に死ぬと、王国は原型であるアストゥリアス（カンタブリアを含む）、ガリシア、レオンの3つに三分割された。
966年、ヴァイキングのグンドレッドがガリシアを荒らし回った。

### ガリシアを治めたアストゥリアス王一覧
- オルドーニョ2世（910年 - 924年） - 914年からレオン王
- フルエーラ2世（924年 - 925年） - 910年からアストゥリアス王、924年からレオン王
- アルフォンソ・フロイラス（925年 - 926年）
- サンチョ1世オルドニェス（926年 - 929年）
- アルフォンソ4世（929年 - 931年） - 925年からレオン王

これ以降、ガリシア王国はレオン王国へ統合される。例外はベルムード2世（982年 - 999年）で、彼は982年にラミロ3世に対して反乱を起こし、ガリシア王となった。また、984年からレオン王も兼ねた。

## ガリシア＝ポルトガル王国
1063年、フェルナンド1世はカスティーリャ王国を息子たちに分割した。ガリシアは三男のガルシアへ割り当てられた。カスティーリャ王フェルナンド1世の死により、1065年にポルトガルの領邦が独立を宣言し、ガリシア＝ポルトガル王国を形成した。ポルトゥカーレ伯（ドウロ川北部を治めていた）であるヌーノ2世メンデスは、最終的に友好関係を断とうと、フェルナンド1世の息子たちの間で起きた内戦によって生じた国内の緊張につけ込んだ。彼は自身がカスティーリャ王家に属さない独立したガリシア王であると宣言した。しかし、1071年、ガルシア王はヌーノを打ち破り、ペドロソの戦いで戦死に追い込んだ。ヌーノ2世の領土とポルトガル王の称号はガルシア2世のものとなった。
1072年、ガルシア2世は長兄であるカスティーリャ王サンチョ2世によって攻められ、逃亡した。同じ年、サンチョが暗殺された後、実弟のアルフォンソ6世がカスティーリャ＝レオン王に即位した。アルフォンソはガルシア2世を生涯幽閉し、自身が実父フェルナンド1世の領土を再統合し、ガリシア＝ポルトガル王を宣言した。この時から、自治権を持つ違った体制を持ちながらもガリシアはカスティーリャ＝レオン王国の一部に残った。長くは存続しなかったが、このガリシア王国は、ポルトゥカーレ伯エンリケ・デ・ボルゴーニャの元で盛り上がった未来のポルトガル民族運動のための布石となった。ガリシア王国はアルフォンソ6世によって併合された。アルフォンソの娘でエンリケ・デ・ボルゴーニャの妻テレサは、1111年に自分の息子アフォンソ（のちのアフォンソ1世）へガリシアを与えた。

## カスティーリャ王国支配

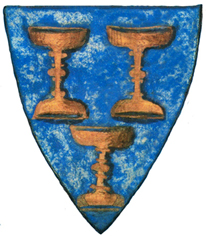
ガリシア王の紋章、13世紀

1128年のサン・マメデの戦いで、ポルトゥカーレ伯アフォンソ（のちの初代ポルトガル王アフォンソ1世）はガリシア貴族フェルナンド・デ・トラバを敗退させ、彼と手を組んでいた実母テレサをレオンの修道院へ生涯幽閉させた。ポルトガルをガリシア王国と一体化することの可能性は、無視された。アフォンソは単独の支配者として「ポルトガル公」を名乗ったのである（のちにポルトガル王となる）。

### ガリシア王を名乗ったカスティーリャ王
- ウラカ（1109年 - 1111年） - 1126年までカスティーリャ女王およびレオン女王
- アルフォンソ7世（1111年 - 1157年） - 1126年からカスティーリャおよびレオン王
- フェルナンド2世（1157年 - 1188年） - 兼レオン王
- アルフォンソ9世（1188年 - 1230年） - 兼レオン王

## 近代のガリシア王国
ガリシア王国は、1528年に初めて開かれたフンタ（gl:Xunta、行政を担当する自治政府）によってスペイン中央政権に対する単なる象徴となった。フンタは、サンティアゴ・デ・コンポステーラ、ルーゴ、ベタンソス、ア・コルーニャ、モンドニェード、トゥイといった諸都市の代表で構成された。フンタは実際の権力を持たなかった。スペインの中央集権制が弱まったスペイン独立戦争時代にのみ、一部の自治権を獲得している。対フランス独立戦争の際には、フンタはガリシアが独立国であることを宣言した（1808年 - 1813年）。1813年、国王フェルナンド7世はすぐにガリシアを取り戻した。
ガリシア王国は公式に1833年まで存在した。これは、時の摂政で、女王イサベル2世の生母であるマリア・クリスティーナの元での地方分割が行われた時である。ガリシアは1846年の反乱で武装し、その地域の再統合が叶ったが、二度と王国の状態に戻ることはなかった。

## 参照
1. ↑  Roger Collins (2004), Visigothic Spain, 409–711. (Oxford: Blackwell Publishing.), 110. ISBN 0 631 18185 7.
2. ↑  Bernard S. Bachrach (1973), "A Reassessment of Visigothic Jewish Policy, 589-711." The American Historical Review, 78:1 (Feb.), pp 31–32. Lucas' account has a large number of both detractors (Graetz, Katz, and Dahn) and supporters (Scherer, Ziegler, and Altamira) and even if true it is possible that Lucas' story is based on the minutes of XVIII Toledo, which still survived in his time.

- Lopez Carreira, A. (1998): O Reino de Galiza. A Nosa Terra, Vigo
- Nogueira, C. (2001): A Memoria da nación: o reino da Gallaecia. Xerais, Vigo
- Lopez Carreira, A. (2005): O Reino medieval de Galicia. A Nosa Terra, Vigo